# Anorexie mentale masculine
 Mise en garde médicale
Bien que décrite pour la première fois par Morton en 1694, la réalité de l’anorexie mentale chez des individus de sexe masculin a pendant longtemps suscité beaucoup de controverse. L'anorexie mentale est un trouble du comportement alimentaire (TCA) qui est souvent associée à une population féminine. L’existence du syndrome chez l’homme (manorexia pour male anorexia en anglais) semble faire consensus seulement depuis les années 1980.

## Description
Le syndrome clinique de l’anorexie mentale présente généralement cette triade symptomatique :
- une anorexie : une restriction alimentaire, qui est au début du trouble, volontaire ;
- un amaigrissement : perte de poids supérieure à 15 % du poids initial ou IMC inférieur ou égale à 17,5 ;

Les critères du diagnostic de l’anorexie mentale, développés dans la classification la plus récente de l’OMS (le CIM-10), peuvent être utilisés pour le garçon à l’exception que la perturbation endocrinienne ne cause pas une aménorrhée (arrêt des règles) mais une perte de libido et une impuissance sexuelle. 
Avec le DSM-IV, qui est la classification la plus utilisée au niveau international, on ne fait pas état d’un critère sexuel bien qu’il met en avant l’importance de l’aménorrhée. Elle rapporte toutefois que les hommes constituent 10 % des sujets atteints.

## Signes évocateurs
Comme pour la population féminine, l’anorexie mentale masculine est considérée comme un syndrome spécifique de l’adolescence mais on peut l'observer chez l'enfant et chez l'adulte également. 
Sont évocateurs d'une anorexie mentale :
- Chez l'enfant (en l’absence de critères spécifiques et dès l’âge de 8 ans)
  - Ralentissement de la croissance staturale
  - Changement de couloir, vers le bas, lors du suivi de la courbe de corpulence (courbe de l’indice de masse corporelle)
  - Nausées ou douleurs abdominales répétées

- Chez l'adolescent (outre les changements de couloir sur la courbe de croissance staturale ou la courbe de corpulence)
  - Adolescent amené par ses parents pour un problème de poids, d’alimentation ou d’anorexie
  - Adolescent ayant un retard pubertaire
  - Hyperactivité physique
  - Hyper-investissement intellectuel

- Chez l’adulte 
  - Perte de poids > 15 %
  - IMC < 18,5 kg m−2
  - Refus de prendre du poids malgré un IMC faible
  - Baisse marquée de la libido et de l’érection
  - Hyperactivité physique
  - Hyper-investissement intellectuel
  - Infertilité

L'anorexie mentale masculine (10 % des cas) a comme particularités: un IMC initial plus élevé, une hyperactivité physique plus importante qu'un hyper-investissement intellectuel et les formes restrictives pures sont plus rares.

## Caractéristiques prémorbides et facteurs de risques

### Poids prémorbide
Chez le garçon, on note une relative fréquence d'une obésité prémorbide (poids supérieur à 115 % du poids idéal attendu pour l'âge et le taille). Même si chez les deux sexes, on a tendance à retrouver des antécédents d'obésité, seuls les garçons sont médicalement en surcharge pondérale quand les filles souffrent plutôt d'une perception d'être trop grosses.

### Personnalité prémorbide
- Pendant l'enfance
L'anorexie mentale du garçon apparaît à l'adolescence après une enfance sans trouble apparent. Au contraire, des études montrent une tendance au perfectionnisme, à un grand conformisme et à une anxiété face aux changements[5].
- Pendant l'adolescence et la phase active de la maladie
La dénutrition tendrait à figer les traits de la personnalité déjà présents avant le déclenchement du syndrome. Les anorexiques se distinguent par des traits de personnalité dépendant (tendance à se soumettre aux désirs de l'autre, de rechercher son approbation et une crainte d'être abandonné) et évitant (faible capacité d'adaptation au stress)[6].

On peut rapprocher l'anorexique du toxicomane car le trouble alimentaire peut être rapproché à un comportement de dépendance: ils partagent tous les deux une grande anxiété, une basse estime de soi et une faible intégration sociale.[évasif]

### Activités professionnelles et récréatives
Un risque statistique de déclencher le syndrome serait lié à la pratique de certaines activités professionnelles ou récréatives. La population anorexique masculine compte nombre de danseurs ou de mannequins, soumis à des exigences esthétiques. Il y a également l'investissement sportif des hommes, souvent impliqués dans la pratique de sport à haut niveau. Notamment dans les sports où le contrôle du poids influence le résultat comme dans la boxe, la course à pied, le judo ou encore la natation. Cette exigence est plus nette lorsqu'il s'agit de sport individuel. Pour les sports collectifs tels que le football, le football américain ou le basketball, cela passe par la comparaison corporelle et aux éventuelles moqueries. Ici, le contrôle strict de l'alimentation est motivé par valorisation de la force musculaire.

### Antécédents familiaux
Un lien existe entre la présence de pathologie psychiatrique familiale et le déclenchement du syndrome chez les hommes (moins vrai pour les femmes) : on retrouve plus facilement des antécédents familiaux de troubles alimentaires ou pondérales.

## Symptomatologie
L'apparition de la maladie chez le garçon survient comme pour la forme féminine, préférentiellement à l'adolescence en réponse aux mêmes nécessités de réaménagements psychologiques face aux bouleversements psycho-biologiques.

### Facteurs déclenchants
L'engagement de la conduite est multiple et complexe. C'est souvent à la suite de critiques, de moqueries sur le poids ou d'injonction à maigrir de la part de l'entourage familial ou social que l'individu s'engage dans ce processus.
D'autres éléments de vie peuvent aussi en être la source tels que la mort ou le départ d'un proche, un déménagement, ou tout autre situation imprévisible, scolaire ou professionnelle. En cela, l’événement vient rompre un équilibre affectif ou vient semer le doute comme lors du questionnement sur l'orientation sexuelle pour certains.

### Début des troubles
Les motivations des garçons peuvent se distinguer de celles des filles. Consciemment, l'engagement dans un processus de contrôle de poids est pour éviter les moqueries dues aux surpoids, et de manière plus masculine, d'augmenter les performances sportives. Mais progressivement, pendant que la conduite s'organise et que l'amaigrissement devient significatif, la motivation initiale devient une recherche plus globale pour atteindre le corps parfait.

### Comportement alimentaire
Comme pour la fille, une restriction alimentaire volontaire est de mise pour lutter contre la sensation de faim. L'individu réorganise son rapport à la nourriture de façon obsessionnelle et cela devient un sujet de préoccupation intense.
Les stratégies de contrôle du poids sont les mêmes que pour la forme féminine, des épisodes d'hyperphagie accompagnés de vomissements provoqués sont ainsi fréquents.

### Amaigrissement
Chez le garçon, l'amaigrissement est très important et se fait rapidement. Elle concerne la masse grasse superficielle et profonde, la masse musculaire (strié et lisse) y compris le muscle cardiaque et la masse osseuse. De ce fait, l'amaigrissement chez l'anorexique masculin a des conséquences plus graves que chez la fille car l'IMC initial du garçon est d'une manière générale plus important que celui de la fille. De plus cette importante perte de poids peut induire un mauvais diagnostic de la pathologie.

### Équivalence de l'aménorrhée
L'absence de règles a pendant longtemps nourrit les débats sur l'origine organogénèse ou psychogénèse de l'anorexie mentale et sur la réalité de l'anorexie mentale masculine. Pendant l'anorexie, il y a un effondrement des hormones sexuelles (œstrogène et progestérone). La dynamique des gonadotrophines est perturbée : c'est ce qui donne cette régression prépubère caractéristique. Chez le garçon, ce dérèglement hormonal est traduit par une impuissance et un manque d'intérêt sexuel que cela soit de manière prémorbide ou contemporain à la maladie.
Des études montrent qu'il existe une insuffisance sévère de la sécrétion des gonadotrophines : les taux de sécrétion de testostérone sont significativement inférieurs à la normale.

### Déterminant génétique
Dans l'anorexie mentale, on peut considérer comme gènes candidats ceux qui ont un rôle dans le contrôle de l'appétit et le comportement hédonique en rapport avec l'alimentation tels que la cholécystokinine (facteur de la satiété), la sérotonine (inhibe la prise alimentaire en augmentant la satiété), la dopamine et les endorphines. Des études ont mis en évidence une association entre le trouble et un polymorphisme du gène codant le récepteur sérotoninergique 5-HT2A. Mais seule la présence d'un polymorphisme génétique particulier n'est pas suffisante pour développer la maladie, d'autres facteurs doivent s'y associer (psychologiques et environnementaux).

### Image du corps
La particularité clinique de l'anorexie mentale masculine est une obsession plus marquée pour la forme du corps que pour sa minceur. Le garçon cherche à transformer la forme de son corps alors que la fille désire être mince ; en échangeant la graisse par des muscles selon un idéal masculin en forme de « V » (épaules larges, taille et hanches étroites).
Bien que cela soit considéré comme une motivation consciente à la conduite anorexique, il existe tout de même une altération de l'image du corps. Comme pour la fille, le garçon méconnaît sa maigreur et nie la gravité de son état.

### Conséquences somatiques et psychiques
De manière générale, l'anorexie mentale peut entraîner chez le garçon des complications somatiques, surtout sur le plan cardiaque (tachycardie, bradycardie), une atrophie cérébrale (réversible avec une reprise de poids), une ostéoporose, de l'anémie et à long terme des conséquences possibles sur la fertilité.

## Prise en charge
De manière générale, le traitement de l'anorexie mentale est long et implique une prise en charge globale en associant plusieurs intervenants. Il faut prendre en compte les aspects somatiques, psychologiques et familiaux du trouble en articulant les soins autour des questions pondérales, corporelles, développementales et familiales. En effet, la famille est dans ce cas, un allié thérapeutique.
Selon la gravité, la prise en charge se fait en séjour ambulatoire plus ou moins intensifs et/ou par une hospitalisation.
- Prise en charge médicale :
  - somatique : elle vise la restauration pondérale et la récupération d'un bon état de santé physique. Pour ne pas risquer une rechute, à cause de l'angoisse liée à la reprise de poids, il faut allier une activité sportive modérée,
  - nutritionnelle : obtenir une prise de poids régulière grâce à l'alliance thérapeutique entre le patient, la famille et les soignants. Un poids minimum est déterminé en tenant compte de critères personnalisés (taille, âge, poids le plus élevé antérieurement atteint, durée d'évolution de la maladie). Lorsque le risque vital est imminent, une nutrition entérale est envisagée (via une sonde gastrique) mais outre ce cas précis, le patient est encouragé à se réalimenter par voie orale,
  - médicamenteuse : des antidépresseurs inhibiteurs de recapture de la sérotonine peuvent être prescrits en fin d'hospitalisation pour éviter les rechutes. Une absorption de calcium et de vitamine D peut prévenir l'ostéoporose,
- Prise en charge thérapeutique :
  - psychothérapie familiale : l'approche familiale est essentielle pour l'amélioration de l'état de santé du patient anorexique car elle apporte au processus des compétences éducatives et relationnelles. Des entretiens réunissant l'enfant ou l'adolescent, ses parents, sa fratrie ainsi qu'un psychologue sont réalisés dès le début de l'hospitalisation,
  - psychothérapie de groupe : elle s'inspire des psychothérapies familiales et peuvent être de nature multifamiliale (réunion de 5 à 6 familles) mais peuvent aussi se faire en groupe de parole où les jeunes anorexiques peuvent librement échanger entre eux,
  - psychothérapie individuelle : cela consiste en des entretiens individuels avec un psychologue tout le long de l'hospitalisation. Une prise en charge comportementale et cognitive existe pour les cas où sont présentés des troubles anxieux associés (TOC ou phobie sociale).
- Prise en charge diététique :
  - elle peut être sous la forme de repas individuels reposant sur un programme basé sur l'enquête alimentaire effectuée au début de l'hospitalisation. Elle devient progressivement qualitative en favorisant la diversification. Un engagement moral est passé entre l'équipe diététicienne et le patient qui s'engage à manger la totalité de ses repas,
  - elle peut également être sous la forme de repas thérapeutiques. Le patient prend son repas avec les autres dans la salle à manger de l'unité. On recrée ainsi un environnement convivial pour la prise des repas.
- Prise en charge psychosociale :
  - pas de séparation systématique des jeunes anorexiques de leurs parents pour favoriser les liens affectifs et le soutien en dehors de l'environnement hospitalier par le biais de permissions,
  - la question de la scolarité est importante, le jeune anorexique est encouragé à reprendre un rythme scolaire le plus vite possible car cela a une incidence sur l'estime de soi (en relation avec le perfectionnisme),
  - autres activités thérapeutiques : les patients sont encouragés à participer à diverses activités et ateliers qui ont pour but premiers de travailler l'image du corps ; l'estime de soi, les relations sociales et les comportements alimentaires.

## Modalités de sortie et suivi
La durée de l'hospitalisation est dépendante du temps nécessaire pour atteindre le poids attendu et de la qualité des prises des repas (en hôpital ou à l'extérieur). La sortie est proposée après une période de stabilisation pondérale d'environ 2 semaines.
Le maintien d'un suivi est nécessaire de par la nature potentiellement chronique de l'anorexie mentale (risque de rechute et de récidives) et ce parfois sur plusieurs années.

## Autres pistes
Le désir de modification corporelle selon un idéal masculin svelte et musclé est liée à une augmentation de l'investissement narcissique du corps.

### Complexe d'Adonis ou anorexie mentale inversée
Le complexe d'Adonis peut être une formulation moderne de l'anorexie mentale masculine. C'est une forme clinique décrite aux États-Unis en 1993 par Pope et al.. sous le terme d’Anorexia Nervosa Reverse en observant les comportements liés aux transformations corporelles et les troubles de l'image corporelle associés, chez certains hommes bodybuildés. Ils ont décrit des culturistes ayant des TCA associés à une consommation de stéroïdes. Une perception du corps toujours trop maigre justifie cette prise d'anabolisants pour augmenter la masse musculaire.
En outre, elle cache une faible estime de soi et souvent, l'individu fait l'objet d'un déni sur les conséquences néfastes de ces conduites. Cette pathologie survient au début de l'âge adulte. 
Ces éléments permettent de rapprocher le complexe d'Adonis et l'anorexie mentale masculine par la dimension addictive du comportement en lien avec un trouble de l'image du corps (chez l'adolescent ou le jeune adulte), et par l'investissement du corps dans sa globalité permettant une sorte d'identification virile.